# عذم مكنسي
العذم المكنسي  (باللاتينية: Stipa spartea) نوع نباتي يتبع جنس العذم من الفصيلة النجيلية.

## البيئة والانتشار
موطنه وسط الولايات المتحدة ووسط كندا

## الوصف النباتي
نبات عشبي.